# إسراء أردوغان
إسراء أردوغان البيرق (مواليد 1983، اسطنبول)، ابنة الرئيس الثاني عشر للجمهورية التركية رجب طيب أردوغان، وهي زوجة بيرات البيرق، وزير الخزانة والمالية السابق في الحكومة التركية.

## العائلة
والدها رجب طيب أردوغان ووالدته أمينة أردوغان. أشقاءها أحمد بوراك ونجم الدين بلال وسمية. في 11 يوليو/تموز 2004، عقد مراسم زواجها من بيرات البيرق في حفل أُقيم في مركز لطفي قردار الدولي للمعارض والمؤتمرات شهده رئيس الوزراء الروماني أدريان نوستاس ورئيس الوزراء اليوناني كوستاس كرامنليس والملك الأردني عبد الله بن الحسين والرئيس الباكستاني برويز مشرف ووزير الخارجية عبد الله جول ورئيس البرلمان حينها بولنت أرينش.

## التعليم
أكملت تعليمها الثانوي في ثانوية قاضي كوي للأئمة والخطباء; وتعليمها الجامعي في جامعة إنديانا قسم علم الإجتماع والتاريخ عام 2003. من ثم حصلت على درجة الماجستير من جامعة بيركلي. وحصلت على الدكتوراه في علم الإجتماع من نفس الجامعة عام 2014. ووصفت إحدى صديقاتها التي درست معها بأنها «تتمتع بشخصية قوية ومعتقدات راسخة بشأن الحياة والإيمان والسياسة والأسرة».

## الأنشطة الاجتماعية
عضوة في مجالس إدارة وقف الخدمات التعلمية والشبابية التركي (TÜRGEV); ومنظمة الهلال الأخضر التي تأسست بقيادة أبيها رجب طيب أردوغان. شاركت كمعلمة متطوعة في حملة «نحن متطوعون، نحن نعلِّم» الموجهة لأصحاب الإعاقات والتي أطلقتها بلدية منطقة العمرانية.